# Wizyta (film 2015)
Wizyta (oryg. The Visit) – amerykański film z 2015 roku z gatunku horror, czarna komedia w reżyserii M. Nighta Shyamalana. Światowa premiera odbyła się 31 sierpnia 2015.

## Fabuła
Para nastolatków z Filadelfii, 15-letnia Becca i jej 13 letni brat Tyler, wybierają się na 5 dni do dziadków, których nigdy wcześniej nie widzieli. W tym czasie ich mama, Loretta, wyjeżdża na rejs ze swoim partnerem. Dzieci całą wizytę udokumentują za pomocą kamery wideo. Przed wyjazdem Loretta mówi swoim dzieciom o swojej kłótni z rodzicami w dniu jej wyjazdu z rodzinnego domu, przez którą nie rozmawiała ona z nimi od 15 lat.
Becca i Tyler przyjeżdżają do domu dziadków położonego na uboczu. Dostają zakaz wchodzenia do piwnicy, w której, jak twierdzą dziadkowie,  jest pleśń. Pierwszego dnia dziadek mówi rodzeństwu, że z babcią kładą się o 21:30 i tym samym dzieci po tej godzinie nie mogą opuszczać swojego pokoju. Godzinę po tym Becca odważyła się wyjść z pokoju, by pójść po coś do jedzenia, jednak w czasie wyjścia nakrywa babcię na intensywnym wymiotowaniu. Rano próbując to wyjaśnić z dziadkiem Becca dowiaduje się, że babcia czymś się zatruła. Dziadek dobitnie podkreśla, by dzieci po ustalonej godzinie nie wychodziły z pokoju.
W ciągu najbliższych dni dzieci zauważają coraz to dziwniejsze zachowanie swoich dziadków. Becca postanawia spytać babcię o to, co się stało dnia, gdy ich mama opuściła rodzinny dom. Po tym pytaniu babcia zaczęła trząść się i krzyczeć dopóki nastolatka jej nie uspokoiła. Później do domu przychodzi kobieta, której dziadkowie pomogli. Po tym, jak weszła do domu, nikt jej więcej nie spotkał. Tyler przestraszony wszystkimi zdarzeniami decyduje się na sfilmowanie po kryjomu, co się dzieje w domu nocą. Babcia odkrywa ukrytą kamerę i łapiąc wielki nóż próbuje sforsować zamknięte drzwi od pokoju dzieci.
Po obejrzeniu nagrania z babcią z nożem w roli głównej, Becca i Tyler łączą się przez internet z mamą. Gdy dzieci pokazują jej zdjęcie dziadków, Loretta panikuje i mówi dzieciom, że to nie są jej rodzice, tylko obcy ludzie. Nastolatkowie próbują uciec z domu, ale mężczyzna podający się za ich dziadka zatrzymuje je i wymusza, by zagrali razem w grę planszową. Becca przeprasza na moment i zakrada się do piwnicy. Przestraszona dziewczyna znajduje tam ciała swoich prawdziwych dziadków i uniformy ze szpitala psychiatrycznego, w którym oni pracowali. Becca założyła, że żyje w domu z uciekinierami z tego zakładu. Mężczyzna wyprowadza nastolatkę z piwnicy i zaprowadza ją do ciemnego zamkniętego pokoju, w którym "babcia" próbuje ją zjeść. Becca zabija ją kawałkiem lustra i biegnie na ratunek bratu, który został sam. Mężczyzna łapie ją. Tyler powala  psychopatę na ziemię i zabija go drzwiami od lodówki. Rodzeństwo ucieka na zewnątrz i spotykają nadjeżdżający radiowóz i swoją mamę.
Po wszystkim mama wyjaśnia dzieciom, co wydarzyło się 15 lat wcześniej w dniu, gdy opuściła dom.

## Obsada
- Olivia DeJonge jako Becca[1]
- Ed Oxenbould jako Tyler[1]
- Kathryn Hahn jako Loretta Jamison, matka Becki i Tylera[1]
- Deanna Dunagan jako Maria Bella Jamison[1]
- Peter McRobbie jako Frederick Spencer Jamison[1]
- Benjamin Kanes jako  Corin, ojciec Becki i Tylera[1]
- Celia Keenan-Bolger jako Stacey
- Jon Douglas Rainey, Brian Gildea, Shawn Gonzalez, and Richard Barlow jako policjanci[1]

## Box office
Film zarobił na ponad 98 milionów dolarów, przy budżecie produkcyjnym w wysokości 5 milionów. W weekend otwarcia film przyniósł przychód z biletów w wysokości 25,4 milionów dolarów.